# گل‌لوجه (گوموش‌حاجی‌کوی)
گل‌لوجه (به ترکی استانبولی: Güllüce) یک منطقهٔ مسکونی در ترکیه است که در گوموش‌حاجی‌کوی واقع شده‌است.